# John Tyler Morgan
Pour les articles homonymes, voir Morgan.
John Tyler Morgan (20 juin 1824 – 11 juin 1907) est un homme politique américain, sénateur pour l'Alabama de 1877 jusqu'à sa mort.

## Biographie
John Tyler Morgan est né le 20 juin 1824 à Athens dans le Tennessee puis déménage avec ses parents en 1833 dans le comté de Calhoun en Alabama. Il étudie le droit avant d'être admis au barreau en 1845 puis commence à pratiquer à Talladega.
Durant la guerre de Sécession, il s'engage dans l'armée confédérée en 1861 et obtient le grade de brigadier général.
Après la guerre, il reprend la pratique du droit à Selma avant d'être élu sénateur au Congrès en 1876 en tant que démocrate. Réélu à cinq reprises, il sert au Sénat jusqu'à sa mort le 11 juin 1907 à Washington.